# 陳進龍
陳進龍（1953年4月1日—），台灣彰化縣人。前台灣田徑運動員。曾參加1972年慕尼黑奧運。
1973年5月漢城亞洲田徑邀請賽中，贏得跳遠金牌。同年11月，馬尼拉亞洲田徑錦標賽中，贏得跳遠金牌。另外在十項全能取得銅牌。
1989年新德里亞洲田徑錦標賽由陳進龍出任中華隊總教練，楊傳廣改任顧問。